# Chleb powszedni
Chleb powszedni – debiutancki album studyjny polskiej grupy muzycznej ZIP Skład. Wydawnictwo ukazało się 6 września 1999 roku nakładem wytwórni muzycznej R.R.X.. Album został zrealizowany w składzie Pono, Koras, Fu, Sokół, Jędker, Felipe, Mieron i Jaźwa. Gościnnie w nagraniach wziął udział zespół Mor W.A., ówcześni członkowie składu Intoksynator – Bastek i Kliczu oraz Maniu. Materiał wyprodukowali członkowie ZIP Składu, a także Kliczu, Boese i DJ-a 600V. Scratche wykonali DJ Deszczu Strugi, Vienio pod pseudonimem DJ Variat oraz DJ 600V.
4 grudnia 2010 wytwórnia muzyczna Prosto wydała reedycję albumu. Zestaw, prócz kopii oryginalnego wydania z 1999 r., zawierał także drugą płytę z brzmieniem zremasterowanym przez DJ-a 600V i dodatkową piosenką pt. "Po drodze", nagraną w 2010 roku.
Pochodzący z albumu utwór pt. "Śródmieście Południowe" znalazł się na liście "120 najważniejszych polskich utworów hip-hopowych" według serwisu T-Mobile Music.

## Lista utworów
Opracowano na podstawie materiału źródłowego.
| Lp  | Tytuł                           | Czas | Wykonawcy                                                                        | Muzyka              |
| --- | ------------------------------- | ---- | -------------------------------------------------------------------------------- | ------------------- |
| 1.  | "Intro"                         | 0:37 | ZIP Skład                                                                        | Sinfonia Varsovia   |
| 2.  | "Nnwnw"                         | 3:34 | Fu, Jędker, Mieron, Sokół                                                        | DJ 600V, ZIP Skład  |
| 3.  | "Lepsze życie"                  | 6:04 | Koras, Sokół, Jędker, Felipe, Fu, Pono, Jaźwa                                    | DJ 600V, Fu         |
| 4.  | "Porcja czwarta"                | 0:20 |                                                                                  | DJ 600V             |
| 5.  | "Śródmieście południowe"[A]     | 4:00 | Sokół, Fu, Koras, gościnnie: Kaczy                                               | DJ 600V             |
| 6.  | "Porcja szósta"                 | 0:05 |                                                                                  | DJ 600V, ZIP Skład  |
| 7.  | "Prawilni"                      | 5:40 | Pono, Felipe, Fu, Sokół, Jędker, Koras, Mieron, scratche: DJ Deszczu Strugi      | DJ 600V, ZIP Skład  |
| 8.  | "Być sobą"                      | 5:25 | Pono, Koras, Fu, Felipe, Sokół, scratche: DJ Variat                              | DJ 600V, ZIP Skład  |
| 9.  | "Rap zajawka"                   | 5:56 | Fu, Sokół, Jędker, gościnnie: Intoksynator                                       | Kliczu              |
| 10. | "Porcja dziesiąta"              | 0:47 |                                                                                  | DJ 600V, ZIP Skład  |
| 11. | "Jest jak jest"                 | 5:47 | Sokół, Jędker, scratche: DJ Deszczu Strugi                                       | DJ 600V, WWO        |
| 12. | "Tragikomedia"                  | 6:37 | Felipe, Jędker, Sokół, Fu, gościnnie: Mor W.A.                                   | Felipe, Jaźwa       |
| 13. | "Zawodowstwo"[B]                | 5:35 | Sokół, Fu, Pono                                                                  | Sokół               |
| 14. | "Noc"                           | 6:00 | Jędker, Fu, Sokół, Felipe, Pono, gościnnie: Maniu, scratche: DJ 600V             | DJ 600V, Fu, Jędker |
| 15. | "Agresja"                       | 3:36 | Fu                                                                               | DJ 600V, ZIP Skład  |
| 16. | "Orient"                        | 2:46 | Fu, Sokół                                                                        | DJ 600V             |
| 17. | "Porcja siedemnasta"            | 0:18 |                                                                                  | DJ 600V, ZIP Skład  |
| 18. | "Ziping (na tym sztuka polega)" | 3:51 | Fu, Sokół, Jędker, Pono, Felipe, Mieron, Koras                                   | DJ 600V, Fu, Jędker |
| 19. | "Ostatnia kropla"               | 4:04 | Fu, Koras                                                                        | DJ 600V             |
| 20. | "Po drodze"                     | 4:27 | Mieron, Pono, Jaźwa, Sokół, Ward, Fu, Felipe, Koras, scratche: DJ Deszczu Strugi | Boese               |

Notatki
- A^ W utworze wykorzystano sample z piosenki  "Oh, Why" w wykonaniu Super Love[5].
- B^ W utworze wykorzystano sample z piosenki  "Smiling Phases" w wykonaniu Blood, Sweat & Tears[5].